# Julio Rivera Cross
Julio Rivera Cross es un poeta andaluz nacido en Jerez de la Frontera en 1943, hermano del también escritor Mariano Rivera Cross (1945) y del médico, poeta y letrista Pedro Rivera Cross (1944-2020).
Licenciado en Filosofía y Letras por la Universidad Complutense de Madrid. Después de haber residido un tiempo en Jerez de la Frontera, desde hace años reside en El Puerto de Santa María, ciudad en la que ha desarrollado su labor como pedagogo orientador del Sistema escolar.
Es en esta ciudad donde dirigió durante bastantes años la prestigiosa tertulia literaria y cultural El Ermitaño; actualmente dirige su colección de poesía.

## Obra
Incluido en la Antología Breve de Poetas Andaluces editada en Moguer con motivo del homenaje a Juan Ramón Jiménez (1982). En 1985 publica su primer libro de poemas, El Fuego de su Música. En 1993 aparece Ruedas. En 2000 aparece su tercera obra, Al Sur del Sur, dedicado a Marruecos. También ha colaborado en revistas como Unicornio, Almoraima o Altazor.
Otras obras suyas son: Caminos por tu cuerpo (Premio Cálamo de poesía erótica 2005), Postpoemas, Al otro lado, La piel del tiempo, Habitación en la tierra.
- Datos: Q5955716